# Dakapo

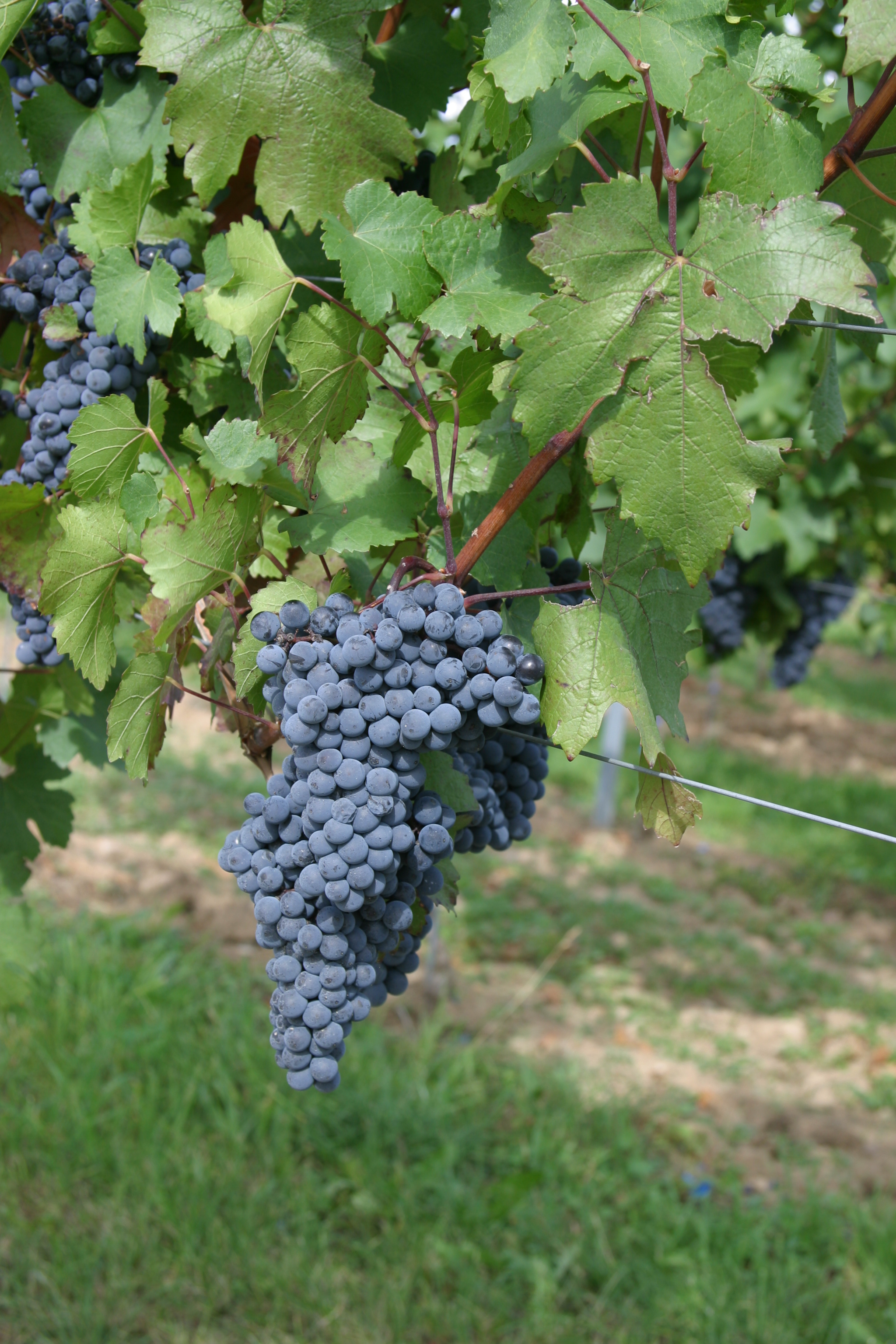
Rebsorte Dakapo

Dakapo ist eine Rotweinsorte, die 1972 an der Forschungsanstalt Geisenheim von Helmut Becker gezüchtet wurde. Es handelt sich um eine Kreuzung aus Deckrot x Blauer Portugieser. Äußerlich ist die Traube kaum von der Portugieserrebe zu unterscheiden. Sie ist aber widerstandsfähiger gegen Frost und anspruchsloser in der Anbautechnik. Im Jahr 2007 wurde eine bestockte Rebfläche von 59 Hektar erhoben.
Die Experimente mit dieser Rebsorte gehören in den gleichen Zusammenhang wie die Entwicklung anderer Züchtungen namens Ehrenbreitsteiner, Prinzipal, Rondo und Saphira. Die Grundidee Beckers war – vor dem Hintergrund seiner Dissertation über die Reblaus und vorausgegangener 10-jähriger Forschungsarbeit zu ihrer Bekämpfung – die Entwicklung einer schädlings- und pilzresistenten Rebe. 
Aus der Dakapo-Traube mit tiefrotem Fruchtfleisch wird vorrangig sogenannter Deckwein (Teinturier) gewonnen, der, bis zu einem Anteil von 5 % Rotweinen aus Traubensorten mit hellem Fruchtfleisch (vornehmlich Portugieser) zugesetzt, diesen ansonsten zu blassen Weinen Farbe verleihen soll. In diesem geringen Umfang verändert dieser farblich aufwertende Zusatz nicht den Geschmack des Weines. Als Basis für einen selbständigen Weintyp ist die Dakapo-Rebe seltener gedacht; der Wein ist sehr kräftig, gehaltvoll und tanninhaltig. 
Der Name dieser Neuzüchtung leitet sich ihrem Zweck entsprechend aus dem Italienischen ab: Dacapo = Zugabe.
Synonyme: Zuchtnummer Geisenheim 7225 (GM 7225-8)
Abstammung: Deckrot x Blauer Portugieser

## Verbreitung
Die Rebflächen in Deutschland verteilen sich wie folgt auf die einzelnen Anbaugebiete:
| Weinbaugebiet          | Rebfläche (Hektar) |
| Ahr                    | unter 0,5          |
| Baden                  | 22                 |
| Franken                | unter 0,5          |
| Hessische Bergstraße   | 1                  |
| Mittelrhein            | unter 0,5          |
| Mosel                  | 2                  |
| Nahe                   | 1                  |
| Pfalz                  | 11                 |
| Rheingau               | 7                  |
| Rheinhessen            | 15                 |
| Saale-Unstrut          | unter 0,5          |
| Sachsen                | -                  |
| Württemberg            | unter 0,5          |
| TOTAL Deutschland 2007 | 59                 |

Quelle: Rebflächenstatistik vom 13. März 2008, Statistisches Bundesamt, Wiesbaden 2008 in Beschreibende Sortenliste des Bundessortenamtes 2008, Seite 198ff.
Kleine Bestände sind auch in der Schweiz bekannt.